# Distretto di Kénadsa
Il distretto di Kénadsa è un distretto della provincia di Béchar, in Algeria, con capoluogo Kénadsa.